# Irina Iwanowna Kiritschenko
Irina Iwanowna Kiritschenko (russisch Ирина Ивановна Кириченко; ukrainisch Ірина Іванівна Кириченко, Iryna Iwaniwna Kyrytschenko; * 13. Juni 1937 in Woroschilowgrad; † 11. März 2020) war eine sowjetische Bahnradsportlerin und zweifache Weltmeisterin.

## Sportliche Laufbahn
Irina Kiritschenko gehörte zu der Garde der sowjetischen Radsportlerinnen, die in den 1960er Jahren den Bahnradsport beherrschten. Zweimal – 1964 und 1966 – wurde sie Weltmeisterin im Sprint. Viermal belegte sie bei Weltmeisterschaften den zweiten Platz in dieser Disziplin und einmal den dritten. 1969 war sie letztmals international erfolgreich. Neunmal wurde sie sowjetische Meisterin im Sprint sowie im 500-Meter-Zeitfahren.
1969 heiratete sie Igor Tschislow, mit dem sie eine gemeinsame Tochter hat (* 1971). Ab 1973 arbeitete Kiritschenko als Trainerin.

## Erfolge
1962
- Weltmeisterschaft – Sprint

1963
- Weltmeisterschaft – Sprint

1964
- Weltmeisterin – Sprint

1966
- Weltmeisterin – Sprint

1967
- Weltmeisterschaft – Sprint

1968
- Weltmeisterschaft – Sprint

1969
- Weltmeisterschaft – Sprint